# Marathon de Nagano
Le marathon de Nagano (en anglais : Nagano Olympic Commemorative Marathon) est une course de marathon se déroulant tous les ans, en avril, dans les rues de Nagano, au Japon. Créée en 1958, l'épreuve fait partie du circuit international des IAAF Road Race Label Events, dans la catégorie des « Labels de bronze ». L'édition 2011 n'a pas lieu en raison du séisme de 2011 de la côte Pacifique du Tōhoku.

## Palmarès
| Année | Athlète          | Pays    | Temps           |
| ----- | ---------------- | ------- | --------------- |
| 2012  | Francis Kibiwott | Kenya   | 2 h 9 min 5 s   |
| 2013  | Yuki Kawauchi    | Japon   | 2 h 14 min 27 s |
| 2014  | Serhiy Lebid     | Ukraine | 2 h 13 min 56 s |
| 2015  | Henry Chirchir   | Kenya   | 2 h 11 min 39 s |
| 2016  | Jairus Chanchima | Kenya   | 2 h 15 min 31 s |

| Année | Athlète            | Pays     | Temps           |
| ----- | ------------------ | -------- | --------------- |
| 2012  | Pauline Wangui     | Kenya    | 2 h 34 min 22 s |
| 2013  | Natalya Puchkova   | Russie   | 2 h 30 min 40 s |
| 2014  | Alina Prokopeva    | Russie   | 2 h 30 min 56 s |
| 2015  | Beatrice Toroitich | Kenya    | 2 h 34 min 02 s |
| 2016  | Shasho Insermu     | Éthiopie | 2 h 34 min 19 s |